# خاوی گراسیا
خاویر "خاوی" گراسیا کارلوس (تلفظ در اسپانیایی: [ˈxaβi ˈɣɾaθja]؛ زادهٔ ۱ مهٔ ۱۹۷۰) بازیکن سابق فوتبال که در پست هافبک دفاعی بازی میکرد و سرمربی اهل اسپانیا است.
او در مجموع ۴۳۰ بازی در هر دو سطح اصلی فوتبال اسپانیا در یک دوره حرفه‌ای ۱۵ ساله انجام داد. پس از خداحافظی از فوتبال، به عنوان سرمربی شروع به کار کرد و در ادامه مربی چندین باشگاه در اسپانیا، یونان و روسیه شد تا اینکه در ژانویه ۲۰۱۸ به عنوان سرمربی واتفورد منصوب شد.
گراسیا در سال ۲۰۱۹ واتفورد را به دومین فینال جام حذفی تاریخ خود رساند، اما در همان سال از سمت خود برکنار شد. از ژوئن ۲۰۲۰ تا مه ۲۰۲۱ با والنسیا کار کرد و یک سال بعد در یک دوره کوتاه در باشگاه السد، لیگ ستارگان قطر را فتح کرد. او سپس در سال ۲۰۲۳ برای سه ماه هدایت تیم لیدز یونایتد را بر عهده داشت.

## عملکرد باشگاهی
گارسیا که در پامپلونا، نابارا به دنیا آمد، فوتبال حرفه‌ای خود را با تیم بیلبائو اتلتیک، تیم دوم اتلتیک بیلبائو آغاز کرد، اما هرگز به طور رسمی برای تیم اصلی بازی نکرد. در فصل ۱۹۹۲–۹۳، او با ۱۲ گل در ۳۸ بازی، بهترین آمار دوران حرفه‌ای خود را ثبت کرد و به تیم لریداکمک کرد تا پس از بیش از ۴۰ سال غیبت، به عنوان قهرمان به لا لیگا بازگردد.
گارسیا شش فصل بعدی را در سطح اول فوتبال سپری کرد و به طور منظم برای رئال وایادولید و رئال سوسیداد بازی کرد تا فصل ۱۹۹۸–۹۹ (۱۵ بازی، یک گل). در سال ۱۹۹۹، او به لا لیگا ۲ بازگشت و با ویارئال قرارداد امضا کرد. او به باشگاه والنسیا کمک کرد تا پس از یک سال به دسته اول صعود کند و در فصل بعدی نیز به طور منظم بازی کرد – با ۱,۷۶۵ دقیقه حضور در میدان – تا تیم جایگاه خود را در این دسته حفظ کند.
در فوریه ۲۰۰۳، پس از اینکه در یک و نیم فصل آخر خود در ویارئال به ندرت بازی کرد، گارسیا ۳۲ ساله به کوردوبا در سطح دوم پیوست و در ژوئن سال بعد به دوران حرفه‌ای خود پایان داد. او در مجموع ۲۲۹ بازی در سطح اول فوتبال اسپانیا طی ۹ فصل انجام داد و ۱۷ گل به ثمر رساند.

## عملکرد سرمربی‌گری

### سال های اولیه
پس از آغاز دوران سرمربیگری با تیم‌های جوانان باشگاه سابقش ویارئال، گارسیا در سگوندا دیویسیون بی با تیم پونتودرا کار کرد و با این تیم در فصل یک بار اول و یک بار دوم شد، اما همیشه در پلی‌آف صعود ناکام ماند.
در فصل ۲۰۰۸–۰۹، همچنان در دسته سوم، گراسیا این بار با کادیس به صعود دست یافت، اما در میانه فصل بعد اخراج شد، زیرا اندلسی‌ها بلافاصله به دسته پایین‌تر سقوط کردند. در فصل ۲۰۱۰–۱۱، او با تیم دوم ویارئال نیز موفق شد از سقوط به دسته پایین‌تر  جلوگیری کند.

### یونان
در ژوئن ۲۰۱۱، گراسیا توسط تیم المپیاکوس وولوس که در سوپر لیگ یونان پنجم شده بود، به خدمت گرفته شد. او در اولین رقابت‌های اروپایی دوران مربیگری خود شرکت کرد و موفق شد تیم‌های راد و دیفردانژ را در مرحله مقدماتی لیگ اروپا حذف کند، اما تیمش به دلیل مشارکت ادعایی در رسوایی تبانی کوریوپولیس از لیگ برتر و رقابت‌های اروپایی اخراج شد.
پس از فسخ قراردادش، گراسیا در بقیه فصل ۲۰۱۱–۱۲ در همان لیگ  در تیم کرکورا ماند. او این تیم مستقر در کورفو را به مرحله یک‌چهارم نهایی جام حذفی فوتبال یونان رساند، جایی که با تنها یک گل مغلوب باشگاه فوتبال آستراس تریپولی شدند.

### آلمریا
گراسیا در ژوئن ۲۰۱۲ به کشورش بازگشت و توسط آلمریا به خدمت گرفته شد. او در یک فصل این تیم را به لا لیگا بازگرداند، اما پس از عدم توافق بر سر شرایط جدید قرارداد، تیم را ترک کرد.

### اوساسونا
در ۴ سپتامبر ۲۰۱۳، گراسیا با قراردادی دو ساله به عنوان سرمربی اوساسونا، باشگاه زادگاهش، منصوب شد و جایگزین خوسه لوئیس مندیلیبار شد که برکنار شده بود. یازده روز بعد در اولین بازی‌اش در لا لیگا، تیم او با نتیجه ۲–۱ مقابل ختافه شکست خورد. تیم اوساسونا در روز آخر فصل، با وجود پیروزی ۲–۱ مقابل رئال بتیس که قبلاً سقوط کرده بود، در رتبه ۱۸ جدول قرار گرفت و پس از ۱۴ سال از لا لیگا سقوط کرد. نتایج شامل شکست‌های سنگینی برابر تیم‌های سابق گراسیا یعنی رئال سوسیداد و اتلتیک بیلبائو و همچنین شکست ۷–۰ مقابل بارسلونا بود، اما اوساسونا در ۲۳ فوریه ۲۰۱۴ موفق شد در خانه با نتیجه ۳–۰ برابر اتلتیکو مادرید، قهرمان وقت، پیروز شود.

### مالاگا
گراسیا در ۳۰ می ۲۰۱۴ به عنوان سرمربی جدید مالاگا منصوب شد. در طول دو سال حضورش در این تیم، او موفق شد تیم را به ترتیب به رتبه‌های نهم و هشتم جدول لا لیگا برساند.

### روبین کازان

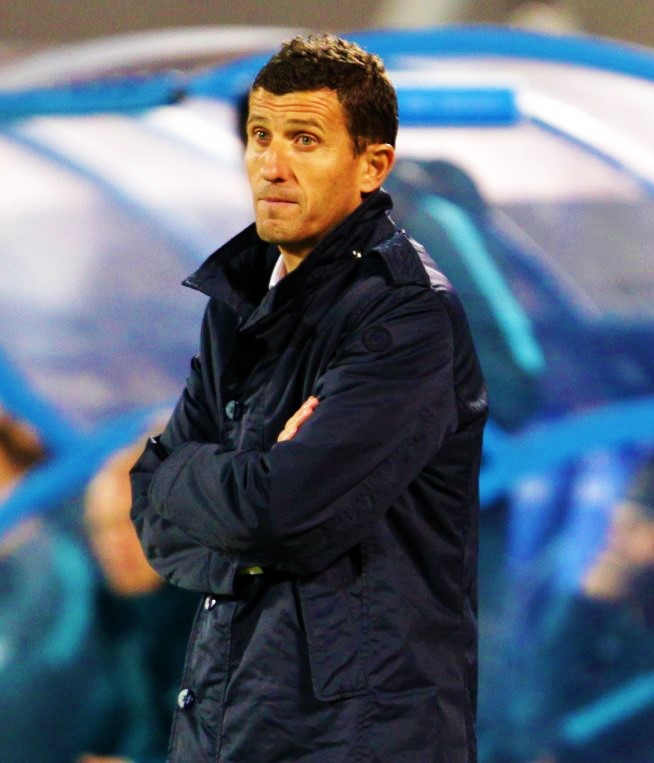
گراسیا در حال هدایت روبین کازان در سال ۲۰۱۶

پیش از آغاز فصل ۲۰۱۶–۱۷، گراسیا به تیم روبین کازان در روسیه پیوست. پس از اینکه تنها توانست به رتبه نهم لیگ برتر روسیه دست یابد، با توافق دوطرفه باشگاه را ترک کرد.

### واتفورد
در ۲۱ ژانویه ۲۰۱۸، گراسیا پس از برکناری مارکو سیلوا با قراردادی ۱۸ ماهه به عنوان سرمربی جدید واتفورد منصوب شد. اولین بازی او شش روز بعد در مرحله چهارم جام حذفی و با شکست ۱–۰ مقابل ساوت همپتون برگزار شد.
در فصل ۲۰۱۸–۱۹، گراسیا دوباره تیم واتفورد را در لیگ برتر حفظ کرد و آن‌ها را به رتبه یازدهم رساند که بهترین جایگاهشان از فصل ۱۹۸۶–۸۷ بود. او همچنین واتفورد را برای اولین بار پس از ۳۵ سال و تنها برای دومین بار در تاریخ باشگاه به فینال جام حذفی رساند. با این حال، در ۷ سپتامبر ۲۰۱۹، پس از شروع ضعیف فصل که تیم تنها با یک امتیاز در انتهای جدول قرار داشت، اخراج شد.

### والنسیا
گراسیا در ۲۷ ژوئیه ۲۰۲۰ به لا لیگا بازگشت و با والنسیا قراردادی دو ساله امضا کرد. در ۳ می سال بعد، پس از شکست ۳–۲ در خانه مقابل بارسلونا که تیم را در رده چهاردهم جدول قرار داد، او از سمت خود برکنار شد.

### السد
در ۷ دسامبر ۲۰۲۱، گراسیا به عنوان سرمربی السد در لیگ ستارگان قطر منصوب شد، پس از اینکه هموطنش ژاوی به بارسلونا رفت. او تا سال ۲۰۲۳ با گزینه تمدید برای یک سال دیگر قرارداد امضا کرد. در ۲۱ فوریه سال بعد، تیم با پیروزی ۸–۲ مقابل الاهلی، عنوان قهرمانی خود را حفظ کرد. سپس گارسیا از تیم جدا شد و یک اسپانیایی دیگر، خوان مانوئل لیلو، جایگزین او شد.

### لیدزیونایتد
در ۲۱ فوریه ۲۰۲۳، گراسیا به انگلستان و لیگ برتر بازگشت و جایگزین جسی مارش، سرمربی برکنار شده لیدز یونایتد شد. باشگاه اعلام کرد که قرارداد او "انعطاف‌پذیر" خواهد بود، اما جزئیات بیشتری ارائه نکرد و همچنین گفت که انتصاب گارسیا به صدور مجوز کار بستگی دارد. اولین بازی او چهار روز بعد برگزار شد که در آن لیدز با نتیجه ۱–۰ در خانه مقابل ساوت همپتون پیروز شد.
گراسیا در ۳ مه ۲۰۲۳ از سمت خود برکنار شد و تیم را در رده ۱۷ جدول با چهار بازی باقی‌مانده ترک کرد. او از عملکرد خود دفاع کرد و اشاره کرد که تیم را از منطقه سقوط خارج کرده و در ۱۱ بازی خود، بیشتر از چهار باشگاه دیگر در اطراف خود امتیاز کسب کرده است.

## زندگی شخصی
والدین گراسیا هر دو معلم بودند. او متاهل است و سه پسر دارد که دو نفر از آن‌ها دوقلو هستند.